# Guillotière - Gabriel Péri
Guillotière - Gabriel Péri è una stazione della linea D della metropolitana di Lione.
È situata sotto place Gabriel Péri, nel quartiere della Guillotière, al confine tra il III e l'VIII arrondissement di Lione.

## Storia
La stazione fu aperta al traffico il 9 settembre 1991, quando fu attivato il segmento della linea D compreso tra le stazioni di Gorges de Loup e Grange Blanche.
All'inizio del 2009 è stata ribattezzata con la denominazione attuale dal nome della piazza soprastante e che i lionesi chiamano comunemente "Place du Pont", il suo nome precedente. Il nuovo nome è apparso sui cartelli il 20 aprile 2009, in occasione dell'entrata in servizio della linea 4 del tram di Lione.

## Interscambi
Nelle vicinanze della stazione effettuano fermata diverse linee di tram, autobus urbani ed interurbani.
- Fermata tram (linea 1)
- Fermata autobus

## Servizi
La stazione dispone di:
- Accessibilità per portatori di handicap
- Ascensori